# Eine Liebe in Königsberg
Eine Liebe in Königsberg ist ein deutscher Fernsehfilm aus dem Jahr 2006, der im Auftrag des ZDF von der Polyphon Film- und Fernsehgesellschaft mbH produziert wurde. Gedreht wurde im Sommer 2005 an noch erhaltenen Königsberger Originalschauplätzen im heutigen Kaliningrad und in Dresden. Der Film beruht auf einer wahren Geschichte.

## Inhalt
Der Dresdner Bauunternehmer Walter Steinhoff ist nach Ostpreußen unterwegs, um die Asche seiner verstorbenen Mutter zu verstreuen. Er kommt ihrem letzten Willen nach, sie überall dort zu verteilen, wo sie wichtige Momente ihres Lebens erlebte, nämlich im Vorgarten des Hauses, in dem sie lebte; einer Vogelwarte; am Haff und in einem Königsberger Krankenhaus, in dem sie 1945 arbeitete.
Auf seiner Reise begegnet er der jungen attraktiven Reiseführerin Nadeschda sowie einer rätselhaften Frau, die für ihn große Bedeutung gewinnt. Denn als er die Asche seiner Mutter in Königsberg verstreut, erfährt Steinhoff von ihr, dass sein Vater ein ganz anderer war, als er bisher annahm. Es stellt sich heraus, dass die rätselhafte Frau seine Schwester ist und sein Vater noch immer lebt – in der Nähe von Königsberg. Walter ist schockiert und enttäuscht zugleich, aber anstatt gleich abzureisen, will er nun die ganze Wahrheit wissen. Er findet eine Zeitzeugin, die ihm bestätigt, dass sein biologischer Vater ein guter Mann war. Er hatte als russischer Offizier die dort arbeitenden deutschen Frauen in den Kriegswirren beschützt, wofür er letztendlich schwerwiegende Konsequenzen zu tragen hatte. Walter entschuldigt sich bei seiner Schwester, dass er dachte sein Vater hätte sie im Stich gelassen. Aus Rücksicht auf die Gesundheit des alten Herrn, sagen seine Kinder ihm nicht die Wahrheit.
Walter reist zurück nach Deutschland, will aber mit seiner Schwester in Verbindung bleiben und auch seinen beiden Kindern unbedingt Königsberg zeigen.

## Kritik
Das Lexikon des internationalen Films wertete: „Subtil inszenierter (Fernseh-)Film, dessen Protagonist auf geschichtsträchtigem Gebiet mit vielen, auch schmerzlichen Erinnerungen an die deutsche Vergangenheit konfrontiert wird. Trotz der Konflikte steht er im Zeichen der Aussöhnung und Verständigung.“
Tittelbach.tv von Tittelbach.tv beschrieb den Film als „tragikomische Road-Movie, das auch die Schuldfragen der Geschichte anschneidet und sie souverän in Unterhaltungsfilmmanier löst, versöhnlich, aber nicht verlogen, überzeugt in jeder Hinsicht. Ein bisschen russische Seele schwingt mit.“
Bei Kino.de hieß es: „Das heutige Kaliningrad wird in schönen Bildern als lebendige Stadt mit pittoresker Umgebung vorgestellt, dennoch kommt weder die Auseinandersetzung mit der Vergangenheit noch die persönliche Ebene zu kurz. Wolfgang Stumph kann erneut beweisen, dass er ein ausgezeichneter Schauspieler aber auch ein großer Komödiant ist. Unterstützt wird er dabei durch seine sehenswerten Schauspielkollegen, aber auch durch die wunderbare Musik von Tomás Kahane. Das Ergebnis ist ein sehr stimmiges Melodram, das in seinen besten Momenten eine Geschichte erzählt, ohne viele Worte zu machen - und endlich mal wieder ein ZDF-Sonntagsfilm, der auf echte Gefühle statt Kitsch setzt.“
Die Fernsehzeitschrift Prisma meinte: „Regisseur Peter Kahane […] inszenierte hier eine sensible, gut gespielte Geschichte um die Konfrontation mit der Vergangenheit.“
Quotenmeter.de fasste zusammen: „Der ZDF-Spielfilm ist ein guter Film, allerdings bringt Wolfgang Stumph keine Gefühle zum Ausdruck. Dadurch werden die Qualität und die Nähe zu den Darstellern erheblich geschmälert.“